# Superliga de Futsal de 2008
A Superliga de Futsal de 2008 foi a terceira edição da competição, que ocorreu de 11 até 17 de fevereiro. O evento foi sediado na cidade de Uberlândia, Minas Gerais, contando com 12 equipes participantes. O grande destaque da competição ficou para a equipe de Rondônia,Tapajós que pela primeira vez conseguiu o feito de ficar na terceira colocação graças ao jogador Josinaldo,ter conquistados vários títulos para o estado de Rondônia ficando atrás apenas do atleta Elciney Paes.

## Regulamento

### Eliminatória
A Eliminatória foi disputada entre as doze equipes, divididas em duas Chaves A e B, de seis equipes cada, sendo composta pelas duas equipes classificadas nas Ligas Regionais do Norte, do Centro Oeste, do Sudeste e do Nordeste, e pelos 1º, 2º e 3º colocados da Liga Futsal 2007 e pela equipe patrocinadora da Fase Final da Superliga 2007, que jogarão entre si dentro das respectivas chaves, em turno único.
Ao final da Eliminatória, seguiram na competição para a Semifinal as duas equipes melhores classificadas pelo somatório de pontos dentro de seus respectivos grupos. Se houvesse empate em número de pontos entre duas ou mais equipes, o desempate seria feito da seguinte maneira e por ordem sucessiva de exclusão dos critérios que fossem sendo aplicados, até chegar-se à definição da equipe classificada:
1º - Prevalece o resultado do confronto direto na fase (somente em caso de empate em pontos ganhos entre duas equipes);
2º - Índice técnico na Fase (divisão do número de pontos ganhos pelo número de jogos);
3º - Gol Average das equipes empatadas, considerando todos os resultados obtidos na Fase (número de gols marcados divididos pelo número de gols sofridos, ficando classificada a equipe que obtiver maior quociente);
4º - Menor média de gols sofridos na Fase (número de gols sofridos dividido pelo número de jogos);
5º - Maior média de gols marcados na Fase (número de gols feitos divididos pelo número de jogos);
6º - Maior saldo de gols (diferença entre gols feitos e os gols sofridos);
7º - Sorteio.

### Semifinal
A Semifinal da competição foi disputada dentre as quatro equipes classificadas na Eliminatória, seguindo-se a seguinte organização:
1° colocado da Chave A x 2° colocado da Chave B
1° colocado da Chave B x 2° colocado da Chave A
Havendo empate em qualquer uma das duas partidas da Semifinal, o desempate é feito da seguinte maneira: seria disputada uma prorrogação de dez minutos, em dois tempos de cinco minutos, sem intervalo, fazendo-se apenas a inversão de lados. Se ao término da prorrogação persistisse o empate, seria considerada finalista a equipe que se classificou em 1º lugar em sua chave na Eliminatória.

### Final
A Final foi disputada em uma partida. Se ao final desta partida o jogo terminasse com o resultado de empate, haveria uma prorrogação de dez minutos, em dois tempos de cinco cada, sem intervalo, fazendo-se a inversão de lados. Se ao termino da prorrogação persistisse o empate, seria considerada vencedora a equipe que tivesse obtido melhor índice técnico no somatório de pontos e critérios em todas as Fases.

## Participantes
| Equipe             | Cidade         | Estado | Títulos        |
| ------------------ | -------------- | ------ | -------------- |
| AA Esmac           | Belém          | PA     | 0 (não possui) |
| Adepa/Pedro Afonso | Pedro Afonso   | TO     | 0 (não possui) |
| ADG/Granja         | Granja         | CE     | 0 (não possui) |
| Apub               | Nova Mutum     | MT     | 0 (não possui) |
| Itabaiana          | Itabaiana      | SE     | 0 (não possui) |
| Krona Futsal       | Joinville      | SC     | 0 (não possui) |
| Malwee/Jaraguá     | Jaraguá do Sul | SC     | 2 (2005, 2006) |
| Praia Clube        | Uberlândia     | MG     | 0 (não possui) |
| RCG/Garça          | Garça          | SP     | 0 (não possui) |
| Tapajós            | Porto Velho    | RO     | 0 (não possui) |
| Uberlândia         | Uberlândia     | MG     | 0 (não possui) |
| Ulbra              | Canoas         | RS     | 0 (não possui) |

## Local dos jogos

Localização de Uberlândia em Minas Gerais.

A III Superliga de Futsal foi disputada na cidade de Uberlândia. A arena escolhida para realizar os jogos foi a Arena Tancredo Neves, mais conhecida como Ginásio Sabiazinho. O ginásio tem a capacidade de abrigar 6,5 mil espectadores e quadra mede 40m x 20m com piso de madeira.

## Classificação

### Grupo A
| Pos. | Equipe             | Pts | J | V | E | D | GP | GC | SG  |
| ---- | ------------------ | --- | - | - | - | - | -- | -- | --- |
| 1    | Malwee/Jaraguá     | 13  | 5 | 4 | 1 | 0 | 24 | 6  | +18 |
| 2    | RCG/Garça          | 9   | 5 | 2 | 3 | 0 | 21 | 4  | +17 |
| 3    | Adepa/Pedro Afonso | 6   | 5 | 2 | 0 | 3 | 13 | 20 | -7  |
| 4    | ADG/Granja         | 5   | 5 | 1 | 2 | 2 | 12 | 12 | 0   |
| 5    | Uberlândia         | 5   | 5 | 1 | 2 | 2 | 9  | 13 | -4  |
| 6    | Tapajós            | 3   | 5 | 1 | 0 | 4 | 15 | 39 | -24 |

### Grupo B
| Pos. | Equipe       | Pts | J | V | E | D | GP | GC | SG  |
| ---- | ------------ | --- | - | - | - | - | -- | -- | --- |
| 1    | Krona Futsal | 11  | 5 | 3 | 2 | 0 | 19 | 10 | +9  |
| 2    | Ulbra        | 10  | 5 | 3 | 1 | 1 | 14 | 11 | +3  |
| 3    | AA Esmac     | 8   | 5 | 2 | 2 | 1 | 17 | 15 | +2  |
| 4    | Itabaiana    | 7   | 5 | 2 | 1 | 2 | 19 | 16 | +3  |
| 5    | Praia Clube  | 3   | 5 | 1 | 0 | 4 | 10 | 19 | -9  |
| 6    | Apub         | 3   | 5 | 1 | 0 | 4 | 13 | 21 | -10 |

## Finais
|  | Semifinais     | Semifinais     | Semifinais   |              |       | Final | Final | Final |  |
|  |                |                |              |              |       |       |       |       |  |
|  | Malwee/Jaraguá | Malwee/Jaraguá | 2            |              |       |       |       |       |  |
|  | Malwee/Jaraguá | Malwee/Jaraguá | 2            |              |       |       |       |       |  |
|  | Ulbra          | Ulbra          | 4            |              |       |       |       |       |  |
|  | Ulbra          | Ulbra          | 4            |              | Ulbra | Ulbra | 2     |       |  |
|  |                |                |              |              | Ulbra | Ulbra | 2     |       |  |
|  |                |                | Krona Futsal | Krona Futsal | 1     |       |       |       |  |
|  | Krona Futsal   | Krona Futsal   | Krona Futsal | Krona Futsal | 1     | 4     |       |       |  |
|  | Krona Futsal   | Krona Futsal   |              |              |       |       |       |       |  |
|  | RCG/Garça      | RCG/Garça      | 3            |              |       |       |       |       |  |

## Premiação
| Superliga de Futsal de 2008 |
| Rio Grande do Sul           |
| --------------------------- |
| Ulbra Campeão (1º título)   |